# Мак-Ком (Миссисипи)
Мак-Ком (англ. McComb) ― город в округе Пайк, штат Миссисипи, США, примерно в 80 милях (130 км) к югу от Джексона. По данным переписи 2010 года, общая численность населения города составляла 12 790 человек. Это главный город микрополитанской статистической зоны Мак-Ком, штат Миссисипи.

## История
Мак-Ком был основан в 1872 году после того, как Генри Симпсон Макком из Нового Орлеана и Северной железной дороги, предшественника Центральной железной дороги Иллинойса (ныне часть Канадской национальной железной дороги), решил перенести ремонтные мастерские железной дороги подальше от Нового Орлеана, штат Луизиана, чтобы избежать достопримечательностей баров этого города. Железная дорога купила землю в округе Пайк. Три близлежащие общины, Элизабеттаун, Бурглунд и Харвейтаун, согласились объединиться, чтобы сформировать этот город. Главная улица развивалась вместе с магазинами, достопримечательностями и бизнесом в центре города.

## География
По данным Бюро переписи населения Соединенных Штатов, общая площадь города составляет 11,6 квадратных миль (30 км2), из которых 11,6 квадратных миль (30 км2) занимает суша, а 0,1 квадратных мили (0,26 км2) (0,54 %) — вода.

## Климат
Климат в этом районе характеризуется жарким, влажным летом и, как правило, мягкой или прохладной зимой. Согласно системе классификации климата Кеппена, Мак-Ком имеет влажный субтропический климат.

## Культура
Ежегодный праздник Дня Земли, организованный Школой искусств Пайка в Миссисипи, отмечается в апреле в субботу. Фестиваль единства Саммит-стрит ежегодно отмечается в третью субботу октября. Здесь есть Музей железнодорожного депо, Мак-Ком-Сити и Школа искусств Пайка.

## Знаменитые уроженцы
- Бритни Спирс
- Брэнди Норвуд
- Литтл Фредди Кинг
- Бо Диддли